# Xernona Clayton
Xernona Clayton   (Muskogee, 30 d'agost de 1930)Xernona Clayton Brady és una activista dels drets civils americans i executiva de radiodifusió negra estatunidenca. Durant el Moviment afroamericà pels Drets Civil, va treballar per la Southern Christian Leadership Conference, on es va involucrar amb l'obra del dr. Martin Luther King, Jr. Més tard, Clayton treballar a la televisió, on va esdevenir en la primera afroamericana del sud dels Estats Units en tenir un programa d'entrevistes diari en prime time. Ha estat vicepresidenta d'assumptes urbans de la companyia Turner Broadcasting.
Clayton va crear la Trumpet Foundation. Aquesta va desenvolupar el Passeig de la Fama Internacional pels Drets Civils, que vol honorar els activistes pels drets civils. Va convèncer a un Grand Dragon del Ku Klux Klan de que denunciés el Klan. Clayton ha estat honrada per la National Association for the Advancement of Colored People i la ciutat d'Atlanta per la seva labor.

## Vida
Xernona I la seva germana bessona Xenobia eren filles del reverend James i Elliot Brewster. Els seus pares eren administradors d'afers indis a Muskogee, Oklahoma. El 1952 Clayton es va graduar amb honors al Tennessee State Agricultural and Industrial College de Nashville, Tennessee. Va estudiar música i educació. Clayton fou membre de la germandat Alfa Kappa Alfa. És baptista. Es va llicenciar a la Universitat de Chicago.

## Carrera
Clayton va començar la seva carrera en el Moviment afroamericà de drets Civil amb la Lliga Urbana Nacional de Chicago, infiltrant-se per investigar la discriminació racial que feien empresaris contra els afroamericans. El 1965 va anar a viure a Atlanta, on va organitzar esdeveniments per la Southern Christian Leadership Conference (SCLC), sota la direcció de Martin Luther King. Va desenvolupar una profunda amistat amb la muller de King, Coretta Scott King. Clayton i Scott King van viatjar juntes en les gires. Tot i que Clayton no va marxar amb King perquè tenia por a ser arrestada, va col·laborar en les marxes de King. .
El 1966 Clayton va coordinar el comitè dels Doctors per la Implementació, un grup de metges negres que treballaven per aconseguir la desegregació dels hospitals d'Atlanta.Aquest va servir com a model per la desegregació dels hospitals a tots els Estats Units i fou honrat per l'Associació Mèdica Nacional dels Estats Units.
Clayton va encapçalar el programa de Ciutats de Model d'Atlanta, un grup que volia comprovar la qualitat de la segregació dels barris. Clayton va conèixer Calvin Craig, el Grand Dragon de Georgia Ku Klux Klan, a través del programa de Ciutats del Model. Aquest va afirmar que va denunciar denunciar el Klan a l'abril de 1968 per la influència de Clayton.
El 1967, Clayton es va convertir en la primera afroamericana del sud del país a tenir un programa d'entrevistes diari en prime time. Aquest programa fou retransmet a la Televisió WAGA d'Atlanta i fou reanomenat The Xemona Clayton Show. El 1979 es va convertir en producatora de documentals especials de la companyia Turner Broadcasting. A la dècada de 1980 va ser directora de relacions públiques d'aquesta companyia. El 1988 es va convertir en vicepresidenta d'afers urbans de Turner Broadcasting, cosa que va unir a aquesta companyia amb els grups pels drets civils d'Atlanta i la resta del país. El 1997 es va retirar del seu treball a la Turner Broadcasting.
Clayton forma part de la junta directiva del King Center for Nonviolent Social Change. Va servir per l'oficina de revisió del Departament de Treball de l'estat de Geòrgia. El 1991, va publicar la seva autobiografia, I've Been Marching All The Time, una obra inspirada en Martin Luther King. Aquest llibre tracta sobre la seva vida i la seva visió del moviment dels drets civils.
El 1993, Clayton, juntament amb Turner Broadcasting, va crear els Premis Trumpet per honorar a afroamericans. És presidenta i CEO de la Fundació dels Premis Trumpet. A principis de 2004 va crear el Passeig de la Fama Internacional dels Drets Civils.

## Vida personal
Clayton era un membre de l'església baptista Ebenezer, en la que Martin Luther King, Jr. n'era el pastor.
Clayton va estar casada amb Ed Clayton (que també havia treballat pel dr. King) entre el 1957 i el 1966, quan aquest va morir. Fou coautora d'una biografia de Martin Luther King Jr titulada The Peaceful Warrior.
Seguint la mort del seu primer marit, el 1994, Clayton es va casar amb Paul L. Brady, el primer afroamericà que va esdevenir judge administratiu federal.

## Honors
TSU va honorar a Clayton en els seus Premi de l'Acadèmia Blue and White All-Star el 2005. El 2006 es van posar les petjades de Clayton al Passeig de la Fama Internacional dels Drets Civils. L'1 de maig de 2011 va rebre el premi James Weldon Johnson Lifetime Achievement per part de la branca de Detroit de l'Association for the Advancement of Colored People (NAACP). El 2004 va rebri el Premi pel Servei a la Comunitat Local del Spelman College..
El setembre 2011, l'Ajuntament d'Atlanta va rebatejar un carrer i una plaça en honor de Clayton. L'Associació d'editors de diaris nacional i la Fundació AFC Enterprise donen el premi anual Xemona Clayton Black Press que dona 10.000 $ a un estudiant de doctorat en periodisme. El 2004, l'empresa de nines Mattel va crear la barbie Xemona Clayton en el seu honor.
Xernona Clayton ha estat honorada arreu del món per les seves contribucions a la humanitat com: Bronze Women of the Year per part d'Human Relations el 1969, El Premi Communications Woman of Achievement pel capítol d'Atlanta de l'associació de dones de la ràdio i la televisió (1984-85), el premi Superior Television Programming per la germandat Iota Phi Lambda (1971), fou nomenada com una de les dones georgianes més influents i com a georgià afroamericà de l'any 1984; el premi Bethune-Tubman Woman of The Year (Chicago, 1985), nominada dona de l'any per la Fundació del passeig de la fama de les dones negres (1985), el premi Kizzi (1979); fou la primera dona que va rebre el premi The Trailblazer atorgat per Greater Atlanta Club Business and Professional Woman; la Revista Dollars and Sense la va llistar entre les cent principals dones negres professionals; entre molts altres.

## Obres
- Clayton, Xernona; Gulliver, Hal. I've Been Marching All The Time.  Longview, 1991. ISBN 0929264878.

- 2017, Martin Luther King: the Peace warrior (amb Ed Clayton)
- 2016, The HistoryMakers video oral history with Xemona Clayton (video)
- 1994, Lost Atlanta: the way we were (video)